# 皇家剧院 (纽卡斯尔)
皇家剧院（Theatre Royal）是一座I级登录建筑，位于泰恩河畔纽卡斯尔格雷街。它是由当地的建筑师约翰和本杰明·格林设计，作为理查德·格兰杰 纽卡斯尔的中心宏伟设计的一部分。1837年2月20日开业，首演剧目《威尼斯商人》。 
1899年，一次莎士比亚的剧本《麦克白》表演之后，大火烧毁了建筑物的内部。经过弗兰克·马查姆进行内部重新设计后，1901年12月31日重新开放。剧院的餐厅以他的名字命名。20世纪80年代后期进行了重大整修，1988年1月11日重新开放，演出剧目为《四季之人》，主演查尔顿·赫斯顿。 2011年3月14日关闭改建，2011年9月12日。皇家剧院重开，演出剧目为阿兰·班尼特的《乔治三世的疯狂》。 
该剧院举办各种表演，包括芭蕾舞，现代舞，话剧，音乐剧和歌剧。皇家莎士比亚剧团每年来访，并以皇家剧院为其北方基地。圣诞哑剧也很受欢迎。 